# رویس گریسی
رویس گریسی (انگلیسی: Royce Gracie؛ زادهٔ ۱۲ دسامبر ۱۹۶۶)، ورزشکار هنرهای رزمی ترکیبی اهل برزیل است. وی از اعضای خانواده گریسی می‌باشد.
گریسی به خاطر موفقیتش در مسابقات قهرمانی مبارزه نهایی (سازمان یواف‌سی) به شهرت رسید. او عضو تالار مشاهیر یواف‌سی است و به عنوان یکی از تأثیرگذارترین چهره‌های تاریخ هنرهای رزمی ترکیبی (ام‌ام‌ای) شناخته می‌شود. وی همچنین در مسابقات قهرمانی مبارزه پراید، رویدادهای کی-۱ و بلاتور شرکت کرده است.
در سال‌های ۱۹۹۳ و ۱۹۹۴، گریسی برنده مسابقات یواف‌سی ۱، یواف‌سی ۲ و یواف‌سی ۴ شد که مسابقات تک حذفی با وزن آزاد و قوانین حداقلی بودند. او از مهارت‌های خود در گراپلینگ تسلیمی برای شکست دادن حریفان بزرگتر و سنگین‌تر استفاده کرد. او همچنین به خاطر رقابتش با کن شامراک شناخته می‌شد، که او را در یواف‌سی ۱ شکست داد و سپس در مسابقه برگشت برای قهرمانی سوپرفایت در یواف‌سی ۵ به تساوی رسید. رویس بعداً در مسابقات قهرمانی مبارزه پراید شرکت کرد، جایی که او بیشتر به خاطر مبارزه ۹۰ دقیقه‌ای‌اش در برابر کشتی‌گیر کازوشی ساکورابا در سال ۲۰۰۰، و یک مسابقه مختلط جنجالی «جودو در مقابل جیو جیتسو» در برابر هیدهیکو یوشیدا، دارنده مدال طلای المپیک در جودو، در پراید در سال ۲۰۰۲ به یاد آورده می‌شود.
موفقیت رویس گریسی در یواف‌سی، جوجیتسو گریسی (که معمولاً به عنوان جوجیتسو برزیلی شناخته می‌شود) را محبوب کرد و هنرهای رزمی مختلط را متحول کرد و به حرکت به سمت گراپلینگ و مبارزه زمینی کمک کرد. گریسی به دلیل پیشگامی در هنرهای رزمی مختلط، در سال ۲۰۰۳ در کنار رقیب سابقش کن شامراک، اولین کسانی بودند که به تالار مشاهیر یواف‌سی راه یافتند. در سال ۲۰۱۶، او به تالار مشاهیر بین‌المللی ورزش راه یافت.